# جورج إم. مارتن
جورج إم. مارتن (بالإنجليزية: George M. Martin)‏ هو عالم أمريكي، ولد في 30 يونيو 1927.